# درجة حرارة الاشتعال الذاتي

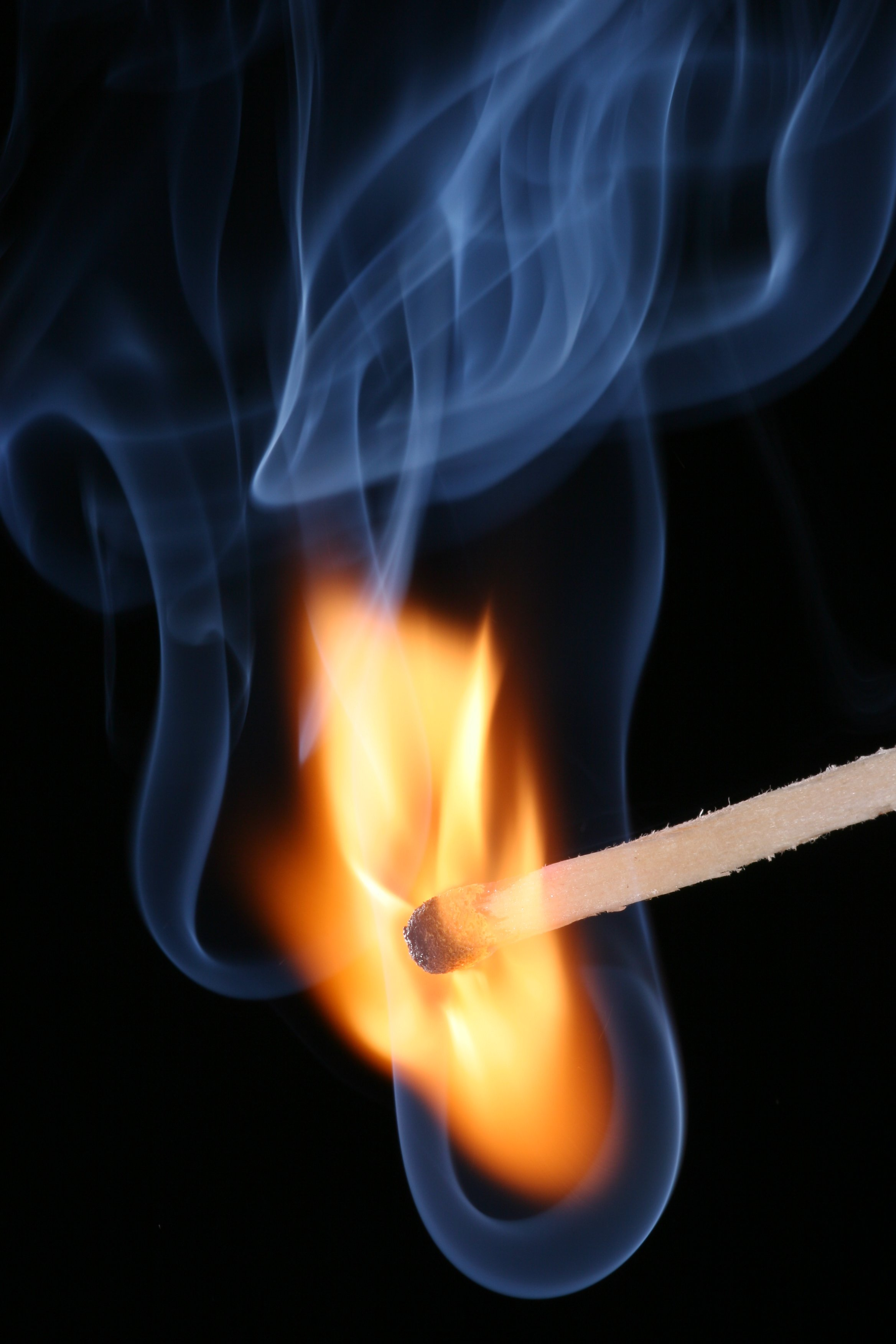

درجة حرارة الاشتعال الذاتي لمادة عبارة عن أدنى درجة حرارة تشتعل فيها المادة تلقائيًا في جو طبيعي بدون مصدر اشتعال خارجي، مثل لهب أو شرارة. تعتبر معرفة درجة الحرارة هذه ضرورية لتوفير طاقة التنشيط اللازمة للاحتراق. تنخفض درجة الحرارة التي تشتعل عندها المواد الكيميائية بازياد الضغط أو زيادة تركيز الأكسيجين. ولدرجة حرارة الاشتعال الذاتي تطبيقات في احتراق مزيج الوقود.
تقاس درجات حرارة الاشتعال الذاتي للمواد الكيميائية السائلة عادة باستخدام قارورة ذات سعة 500 مل موضوعة في فرن ذو درجة حرارة مسيطر عليها وفقا لإجراءات ASTM الجمعية الأمريكية لفحص المواد (E659)ا.

## معادلة الاشتعال الذاتي
إن الزمن {\displaystyle t_{ig}\,} اللازم لمادة للوصول إلى درجة حرارة الاشتعال الذاتي {\displaystyle T_{ig}\,} عندما تتعرض لفيض حراري {\displaystyle q''\,} يعطى بالمعادلة التالية:
{\displaystyle t_{ig}=\left({\frac {\pi }{4}}\right)\left(k\rho c\right)\left[{\frac {T_{ig}-T_{\infty }}{q''}}\right]} 
حيث k هي الناقلية الحرارية (W/(m•K))، ρ هي الكثافة (kg/m³)، c هي السعة الحرارية النوعية (J/(kg•K)) للمادة المدروسة. {\displaystyle T_{\infty }} هي درجة حرارة المادة، بالكلفن، وq الفيض الحراري (W/m²) الساقط على المادة.

## درجات حرارة الاشتعال الذاتي لبعض المواد
| اسم المادة              | درجة حرارة الاشتعال الذاتي |
| ----------------------- | -------------------------- |
| ثلاثي إيثيل اليوران     | -20 °م                     |
| سيلان (SiH4)            | >21 °م                     |
| الفسفور الأبيض          | 34 °م                      |
| ثنائي كبريتيد الكربون   | 100 °م                     |
| ثنائي إثيل الأثير       | 170 °م                     |
| ديزل                    | 210 °م                     |
| وقود النفاثات (Jet A-1) | 210 °م                     |
| ورق)                    | 450 °م                     |
| بنزين                   | 246 °م                     |
| مغنزيوم                 | 473 ° م                    |
| بوتان                   | 500 °م                     |
| هيدروجين                | 571 °م                     |

## اقرأ أيضًا
- نقطة الوميض